# Tschahiw
Tschahiw (ukrainisch Чагів; russisch Чагов Tschagow, polnisch Czahów) ist ein Dorf im Osten der ukrainischen Oblast Winnyzja mit etwa 800 Einwohnern (2001).

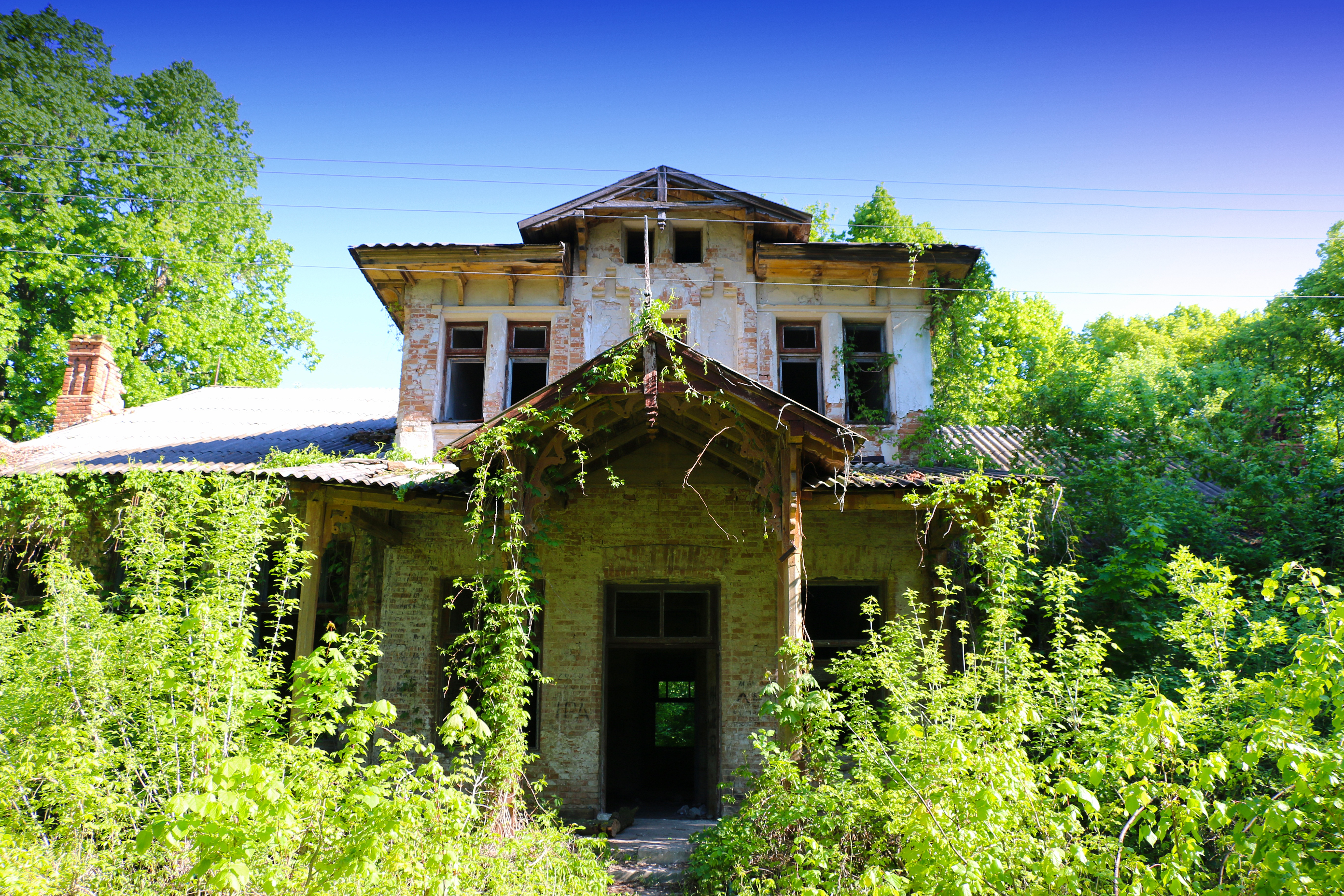
Ruine eines Herrenhauses in Tschahiw

Das 1527 gegründete Dorf (eine weitere Quelle nennt das Jahr 1734) war vom 26. Juli 1941 bis zum 11. März 1944 von der Wehrmacht besetzt.
Die Ortschaft liegt auf einer Höhe von 242 m am Ufer des Flüsschens Schyt (Жить), 16 km westlich vom ehemaligen Rajonzentrum Oratiw und 68 km östlich vom Oblastzentrum Winnyzja. Durch das Dorf verläuft die Regionalstraße P–17.
Am 12. Juni 2020 wurde das Dorf ein Teil der neugegründeten Siedlungsgemeinde Oratiw, bis dahin bildete es zusammen mit den Dörfern Mala Rostiwka (Мала Ростівка), Merwyn (Мервин) sowie der Ansiedlung Tschahiwske (Чагівське) die gleichnamige Landratsgemeinde Tschahiw (Чагівська сільська рада/Tschahiwska silska rada) im Westen des Rajons Oratiw.
Am 17. Juli 2020 kam es im Zuge einer großen Rajonsreform zum Anschluss des Rajonsgebietes an den Rajon Winnyzja.